# Hattenhofen, Fürstenfeldbruck
Hattenhofen är en kommun och ort i Landkreis Fürstenfeldbruck i Regierungsbezirk Oberbayern i förbundslandet Bayern i Tyskland.
Kommunen ingår i kommunalförbundet Mammendorf tillsammans med kommunerna Althegnenberg, Adelshofen, Jesenwang, Landsberied, Mammendorf, Mittelstetten och Oberschweinbach.